# Steaua de la Betleem

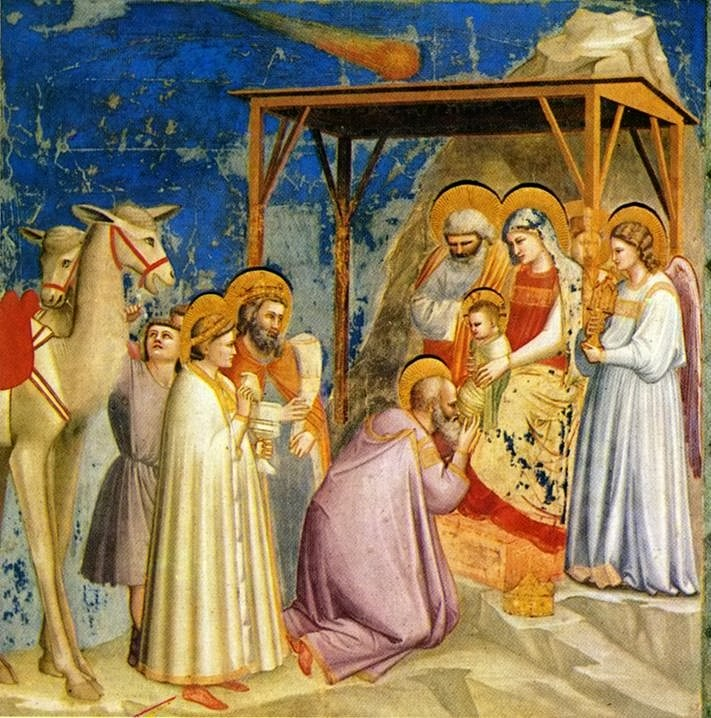
Închinarea Magilor de Giotto di Bondone (1267–1337). Steaua de la Betleem este prezentată ca o cometă deasupra copilului. Giotto a fost martor la apariția cometei Halley în 1301.

Steaua de la Betleem este denumirea tradițională a astrului care, conform Noului Testament, a apărut pe cer în noaptea Nașterii Domnului. "Steaua" a fost probabil conjuncția planetelor Jupiter și Saturn din anul 7 î.C.
În tradiția iconografică ortodoxă "Steaua de la Betleem" e reprezentată cu opt colțuri.
În popor mai este numită și "Steaua Maicii Domnului" sau "Steaua Magilor".

## În Evanghelii
„Iar dacă S-a născut Iisus în Betleemul Iudeii, în zilele lui Irod regele, iată magii de la Răsărit au venit în Ierusalim, întrebând: Unde este regele Iudeilor, Cel ce S-a născut? Caci am văzut la Răsărit steaua Lui și am venit sa ne închinam Lui."”—Matei 2; l-2

## Legături externe
- Steaua de la Bethleem - Enigma nasterii lui Iisus
- Steaua de la Betleem

1. ↑  „A close encounter between Venus and Jupiter”. web.archive.org. 24 decembrie 2004. Arhivat din original la 24 decembrie 2004. Accesat în 23 mai 2023.